# Cierrey

Cierrey este o comună în departamentul Eure, Franța. În 1 ianuarie 2022 avea o populație de 808 de locuitori.